# Ramón Jufresa
Ramon Jufresa Lluch (nacido el 18 de abril de 1970 en Barcelona, Cataluña) es un exjugador de hockey sobre hierba español. Su logro más significativo fue una medalla de plata en los juegos olímpicos de Atlanta 1996 y otra mundial con la selección de España. Su hermano Pedro Jufresa también fue jugador de hockey, y participó en la  olimpiada de Barcelona 1992.

## Participaciones en Juegos Olímpicos
- Barcelona 1992, puesto 5.
- Atlanta 1996, medalla de plata.
- Sídney 2000, noveno puesto.